# Акногайцы
Акногайцы или белые ногайцы — субэтническая группа ногайцев. Одна из четырёх групп этого народа, среди которых: караногайцы (то есть «чёрные» ногайцы) в Дагестане, ачикулакские ногайцы в Ставропольском крае и астраханские ногайцы. Подавляющее большинство считает родным языком ногайский язык, а также исповедует ислам суннитского толка. Проживают преимущественно на севере территории современной Карачаево-Черкесской республики.
Относятся к южносибирской (туранской) переходной расе. Этническую основу ногайцев составили древние кочевые тюркоязычные племена обитавшие на просторах Прииртышья, Северо-западной Монголии, Дешти-Кипчака, Средней Азии и Северного Кавказа.

## Культурные и бытовые отличия акногайцев
Акногацев от ногайцев остальных областей отличают незначительные культурные и бытовые отличия. Это касается, например, способов производства войлока. В селениях бабаюртовских ногайцев при изготовлении войлока для утепления полов, стен, шерсть ни «лучком», ни чесалкой тарак не обрабатывали, разрыхляли её только руками. То же наблюдалось и во многих селениях караногайцев и др. У акногайцев чесалку тарак использовали при обработке шерсти для тонких войлочных подстилок. Местные заимствования в ногайском и акногайском диалекте в силу территориальной разобщённости и наличия разных соседей также различны. Так, акногайцы на протяжении нескольких веков живут в тесном контакте с представителями кавказской группы языков — черкесами и абазинами. Общность культуры и быта этих народов нашла отражение и в их языке: nartuk «кукуруза», руху «морковь», kedes «курятник», buxuz «разведённая женщина» и т. д.

## «Ногайский вопрос»
Проблема ногайского народа (который является автохтонным на Кавказе) в разрозненности проживания и в отсутствии своего национального образования. Они проживают в Дагестане и частично в Чечне (этнографическая группа караногайцы), в Ставропольском крае (в восточной части ачикулакские и кумские ногайцы) и Карачаево-Черкесии (акногайцы или кубанские ногайцы). В начале 1990-х гг. ногайцы выдвинули свои требования по поводу создания в Ногайской степи самостоятельного национально-территориального образования.